# Stina Lundgren
Stina Monica Christina Lundgren, född Sundgren 2 januari 1970 i Valbo församling, Gävleborgs län, är en svensk moderat politiker.
Lundgren är sedan november 2023 är kommunstyrelsens ordförande i Botkyrka kommun, efter att ett nytt styre då bildats i kommunen, bestående av Moderaterna, Tullingepartiet, Kristdemokraterna, Centerpartiet och ett antal tidigare socialdemokratiska kommunfullmäktigeledamöter. Hon var dessförinnan oppositionsråd och andre vice ordförande i kommunstyrelsen från våren 2018.
Lundgren har varit aktiv i Moderaterna sedan år 2006 och har haft flera förtroendeuppdrag sedan dess. Hon är utbildad inom marknadsföring och finanser från Jensen Education och har tidigare arbetat med detta vid sidan av politiken.